# Paul Rotsart de Hertaing
Paul Clément Rotsart de Hertaing (Brugge, 19 juli 1861 - Sint-Andries, 29 mei 1929) was een Belgisch burgemeester.

## Biografie

### Familie
Baron Paul Rotsart de Hertaing was het zesde van de negen kinderen in het gezin van baron Camille Rotsart de Hertaing (1825-1901) en barones Ida Pecsteen (1828-1897). Zijn vader was burgemeester van Maldegem en lid van de Edele Confrérie van het Heilig Bloed te Brugge. Zijn grootvader was baron Charles-Honoré Pecsteen, voorzitter van de provincieraad en gedeputeerde van West-Vlaanderen. Hij was de oudere broer van jhr. Charles Rotsart de Hertaing, burgemeester van Maldegem.
Hij trouwde in 1887 in Antwerpen met barones Marie-Pauline de Borrekens (1863-1936). Ze woonden op het kasteel Forreyst, destijds bewoond door burgemeester Eugène de Peellaert. Ze kregen twee dochters.
- Germaine Rotsart de Hertaing (1890-1952), trouwde in 1911 in Sint-Andries met baron Joseph van Caloen (1885-1973), zoon van baron Albert van Caloen, advocaat, historicus en burgemeester van Loppem, en broer van baron Karl van Caloen, advocaat en burgemeester van Loppem. Ze kregen vijf zoons en twee dochters, met afstammelingen tot heden.
- Ludwine Rotsart de Hertaing (1893-1946), trouwde in 1921 in Sint-Andries met jhr. Fernand Coppieters de ter Zaele (1894-1961), burgemeester van Sint-Andries, zoon van jhr. Paul Coppieters, burgemeester van Sint-Andries. Ze kregen een zoon en twee dochters, met afstammelingen tot heden.

### Loopbaan
In 1905 werd Rotsart de Hertaing burgemeester van Sint-Andries, in opvolging van Adolphe Otto de Mentock. Hij oefende het ambt uit tot in 1919 en werd toen opgevolgd, eerst tijdelijk door Paul Coppieters en vanaf 1921 door Stanislas Emmanuel van Outryve d'Ydewalle.
In 1907 richtte hij een 'gemeentelijk hospitaal' op. Op nummer 8 in de Koude-Keukenstraat staat nog het "Gildehof" dat in 1908 tijdens zijn bestuur werd gebouwd en werd gefinancierd door zijn latere opvolger Stanislas Emmanuel van Outryve d'Ydewalle.
Zijn ontslag in 1919 werd mede veroorzaakt doordat hij, bij een terugkomst van Brugge, in het donker door een fietser werd aangereden en hierbij een ongelukkige val deed. Van toen ging het met zijn gezondheid bergaf.